# Rodach (Itz)
Die Rodach ist ein knapp 42 km langer, rechter und nordnordwestlicher Nebenfluss der Itz in Thüringen und Bayern. Nicht weit entfernt, bei Kronach, gibt es einen gleichnamigen Nebenfluss des Mains.

## Name
Der gleichnamige Ort Bad Rodach wird im Jahr 899 als Radaha erstmals schriftlich erwähnt. Das Bestimmungswort leitet sich vom althochdeutschen Wort rado „schnell, gewandt“ ab und wurde später zur Farbe rot umgedeutet.

## Geographie

### Verlauf
Die Rodach entspringt südlich von Hildburghausen-Leimrieth in Thüringen. Sie wechselt während ihres Laufs dreimal über die thüringisch-bayerische Grenze zwischen dem Heldburger Land und dem Coburger Land. Sie mündet in Bayern westlich von Bodelstadt in die Itz.

### Zuflüsse
- Römersbach (links, zwischen  ildburghausen-Leimrieth und Stressenhausen)
- Nonnenbach (links, vor Straufhain-Stressenhausen)
- Schlossergraben (links, in Stressenhausen)
- Erlengraben (rechts, nach Stressenhausen)
- Seegraben (rechts, zwischen Stressenhausen und Straufhain-Steinfeld)
- Steinfelder Wasser (links, in Steinfeld)
- (Mühlgraben) (links, bei Steinfeld)
- Kleiner Bach (Rodach) (links, in Straufhain-Eishausen)
- Weidach (links, in Straufhain-Adelhausen)
- Seegraben (rechts, nach Adelhausen)
- Peterwiesgraben (rechts, nach der ersten Landesgrenze Thüringen zu Bayern bei Bad Rodach-Altmühle)
- Bachwiesengraben (rechts)
- (Mühlgraben) (links, nach Bad Rodach-Roßfeld)
- Röstengraben (rechts, zwischen Roßfeld und Bad Rodach-Hirschmühle)
- Oberaugraben (links, nach Bad Rodach-Alachsmühle)
- Stinkgraben (links, nahe dem Klärwerk von Bad Rodach)
- Mittelaugraben (rechts)
- Mühlbach (Unterlauf Riethmüllersgraben) (links)
- Harrasgraben (links, vor Bad Rodach-Hainmühle)
- Breitenauer Graben (links, nach Hainmühle)
- Reinigegraben (rechts, bei Bad Rodach--Gauerstadt)
- Tippach (rechts, unterhalb und gegenüber von Bad Rodach-Niederndorf)
- Böhmgraben (links nach Unterdükerung, an der zweiten Landesgrenze von Bayern zu Thüringen)
- Fohlenbach (links, vor Heldburg-Bad Colberg)
- Bärsbach (rechts, bei Bad Colberg)
- Mühlbach (links, in Bad Colberg)
- Schappach (links, zwischen Bad Colberg und Ummerstadt-Erlachsmühle)
- Hauptgraben (rechts, nach der Erlachsmühle)
- Grasbach (rechts, kurz nach dem vorigen)
- Brunnenfloß (rechts, gegenüber Ummerstadt)
- Muschbach (links, nach Ummerstadt)
- Sulzbach oder Hofstattgraben (links)
- Rappersgraben (rechts, kurz vor der dritten Landesgrenze von Thüringen nach Bayern)
- Kaltengrundgraben (links, auf der Landesgrenze)
- Kreck (rechts, nach Seßlach-Gemünda in Oberfranken), 21,3 km und 173,5 km²
- Geiersbach (rechts, gegenüber Seßlach-Dietersdorf)
- Tambach (links, vor Seßlach-Aumühle)
- Krumbach (links, vor Seßlach)
- Froschgraben (recht, nach dem Stadtkern von Seßlach)
- Mehrenbach (links, gegenüber Seßlach-Heinersdorf)
- Erlengraben (links in einen Auengraben, nahe Itzgrund-Büdenhof)
- Grubengraben (links in denselben Auengraben, nahe Büdenhof)
- Brandleitengraben (links gegenüber Untermerzbach-Kadersmühle)

### Orte
Die Rodach fließt durch folgende Orte:
- Leimrieth
- Stressenhausen
- Steinfeld
- Eishausen
- Adelhausen
- Roßfeld
- Bad Rodach
- Gauerstadt
- Niederndorf
- Billmuthausen – Wüstung und Gedenkstätte
- Bad Colberg
- Ummerstadt
- Gemünda
- Dietersdorf
- Hattersdorf
- Seßlach

## Brücken

Brücken über die Rodach
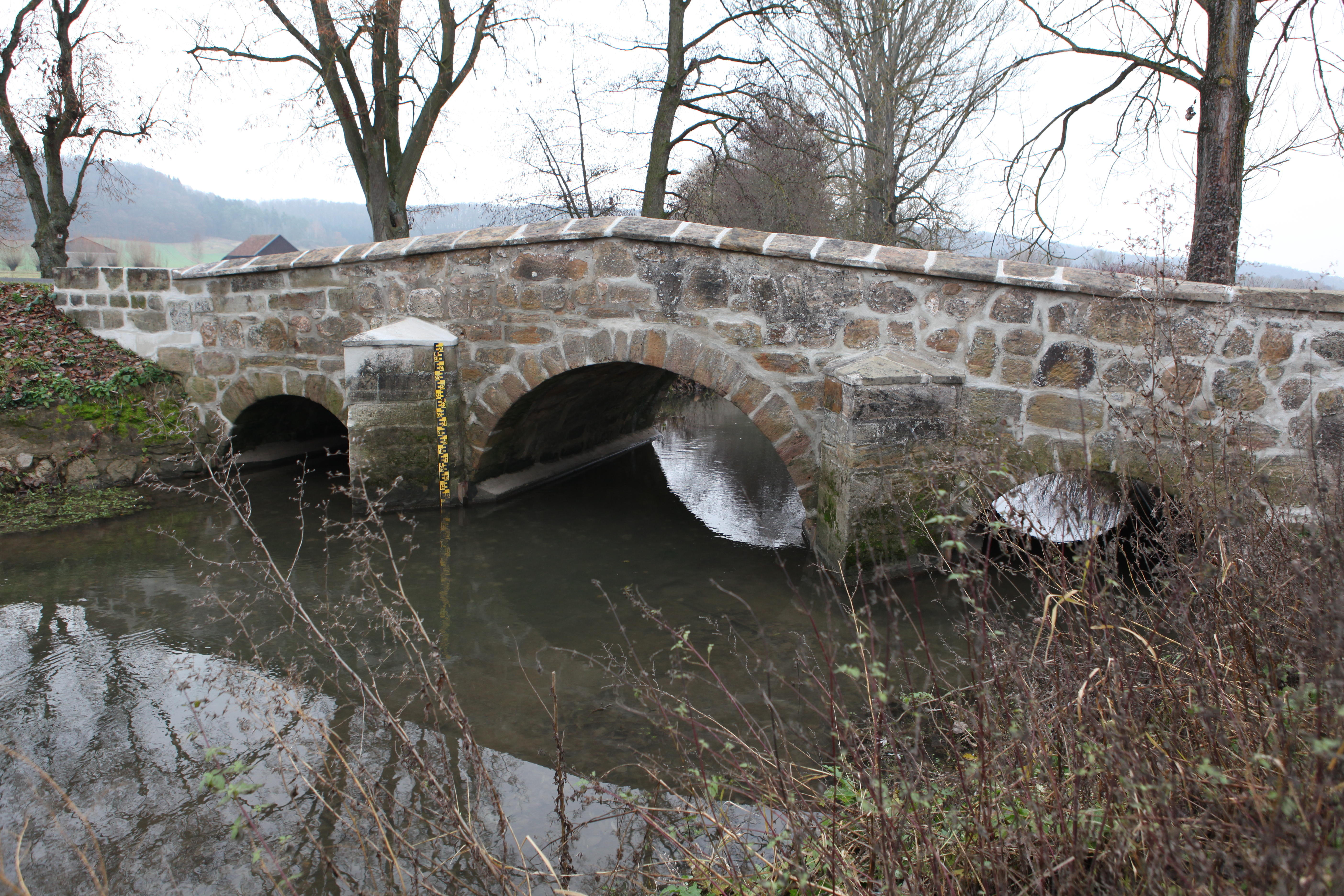
Rodachbrücke in Gauerstadt
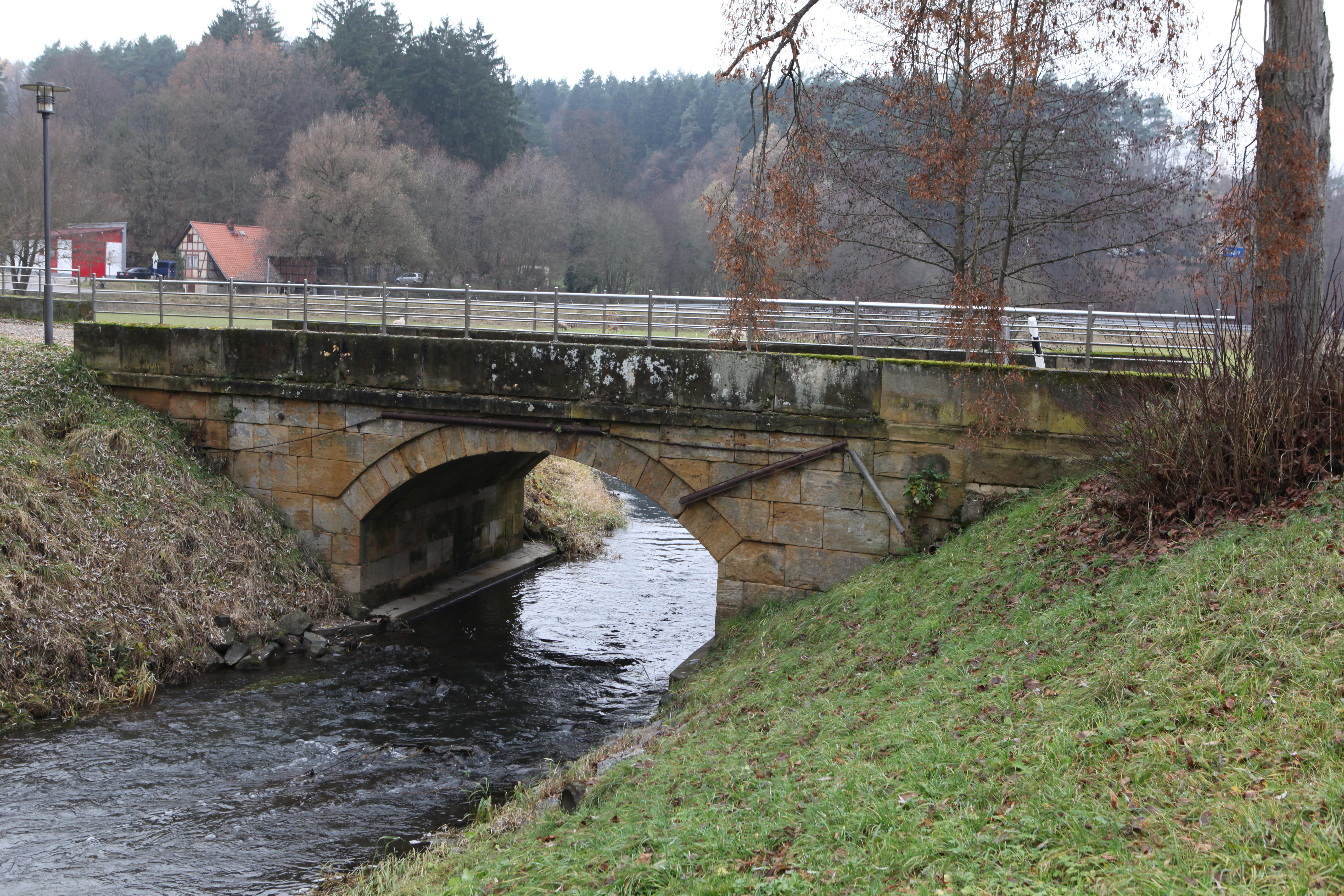
Rodachbrücke in Bad Colberg
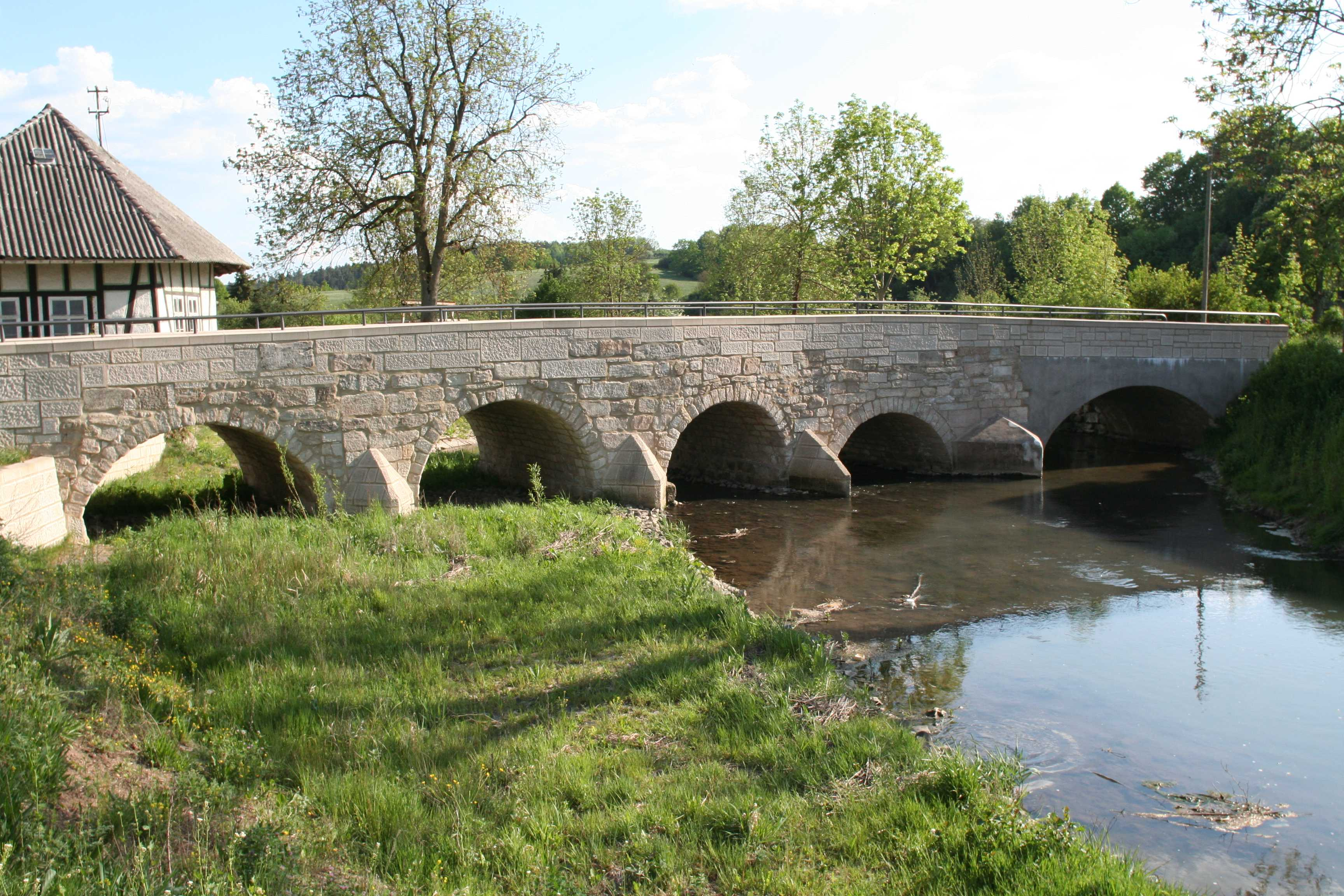
Rodachbrücke in Ummerstadt
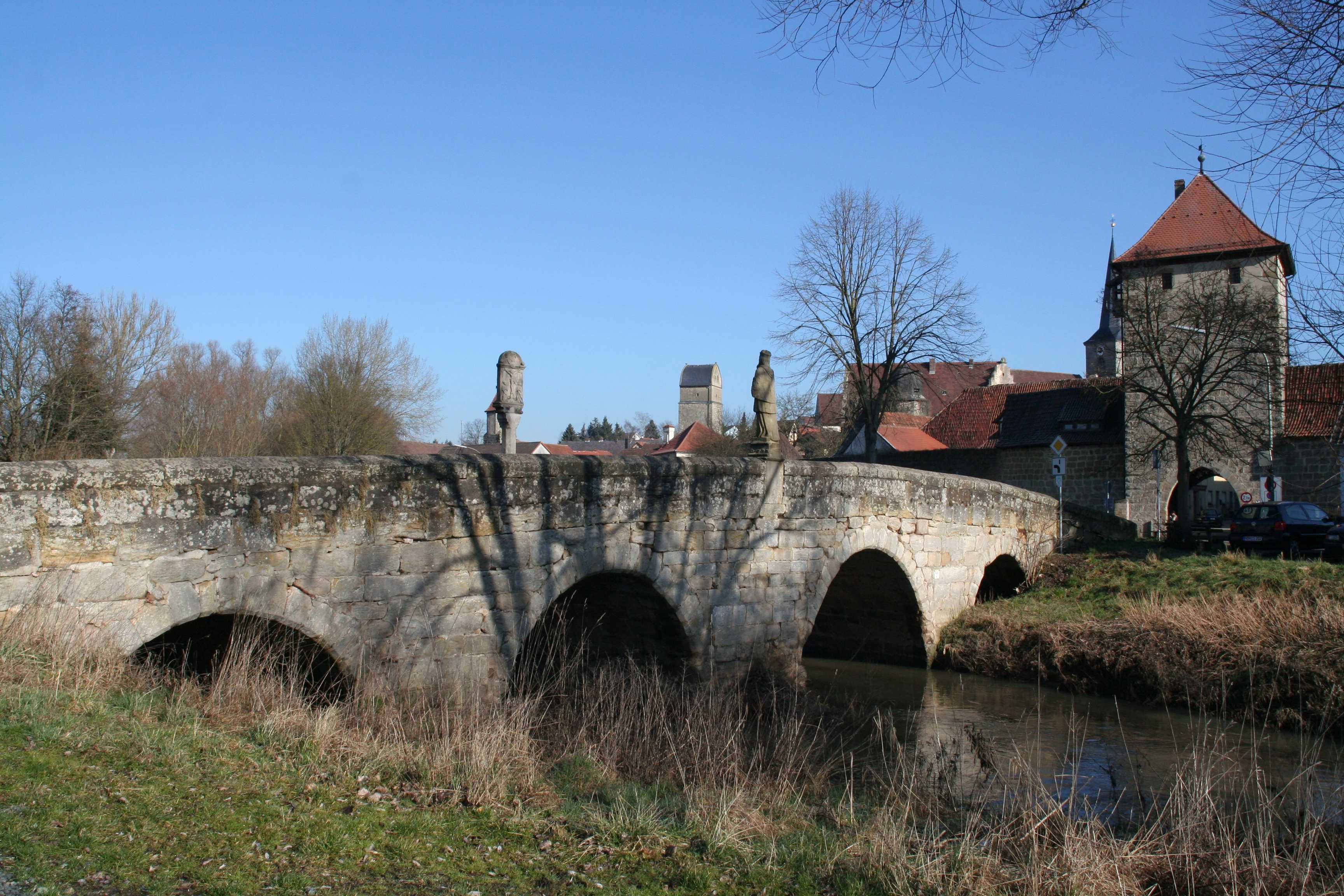
Rodachbrücke in Seßlach